# Rosenkreutzerne
Rosenkreutzerne er en mystisk bevægelse, der er inspireret af det 17. århundredes esoteriske og hermetiske filosofi. Rosenkreutz er en sammensætning af rose og kreutz (tysk "kors"), det betyder altså "rosenkors". 
Rosenkreutzerne er oprindelig en sekt af mystikere, der stammer fra begyndelsen af det 17. århundrede og omtales første gang i rosenkorsmanifesterne.
Disse manifester tilskrives kredsen omkring den protestantiske præst Johan Valentin Andreae (1586 – 1642).
Sandsynligvis eksisterede sekten kun på papiret; men rosenkreutzerne har inspireret til dannelse af forskellige ordener og loger.

## Rosenkorsmanifesterne
Rosenkorsmanifesterne udkommer fra ca. 1614 og fremefter. Manifesterne fortæller, at ordenen er stiftet af Christian Rosenkreutz i 1400-tallet. 
"Fama Fraternitatis" beretter om ordenens love, og om hvordan rosenkors brødrene genfandt ordensgrundlæggerens mystiske grav, der var fyldt med symboler fra hermetismen. 
"Confessio Fraternitatis" fortæller om hvad rosenkreutzerne tror på. De skulle helbrede de syge uden vederlag. Og var i besiddelse af de vises sten, et alkymistisk materiale der kan forvandle det uædle til noget ædelt. Rosenkreutzerne praktiserer spirituel alkymi. 
"Christian Rosenkreutz' Kymiske Bryllup" er en alkymistisk allegori. Rosenkreutzerne ville reformere verden gennem kabbala, magi og alkymi. 
Sandsynligvis er flere af manifesterne skrevet af den protestantiske præst Johan Valentin Andreae; men det kan ikke afgøres med sikkerhed.

## Rosenkors Ordensselskaber
Rosenkreutzernes inspirerede til dannelsen af en række ordener og loger, især inden for frimureriet. 
I det 18. århundrede opstår Gold und Rosenkreutz ordenen i Tyske frimurerkredse. 
I slutningen af det 19. århundrede opstår Det Gyldne Daggry the Hermetic Order of the Golden Dawn i London. Denne orden bliver den væsentligste inspirationskilde for moderne vestlig okkultisme og esoteriske ordener som Rosenkorsordenen AMORC og BOTA.
- Wikimedia Commons har flere filer relateret til Rosenkreutzerne

| Forening eller organisation | Spire Denne artikel om en forening eller organisation er en spire som bør udbygges. Du er velkommen til at hjælpe Wikipedia ved at udvide den. |